# 紐約市立大學柏魯克分校

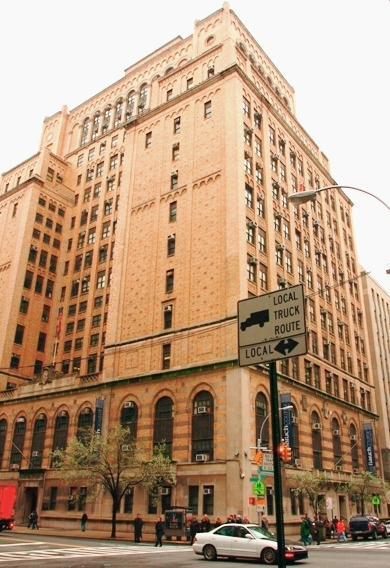
位於第23街的原始建築物，仍在使用中

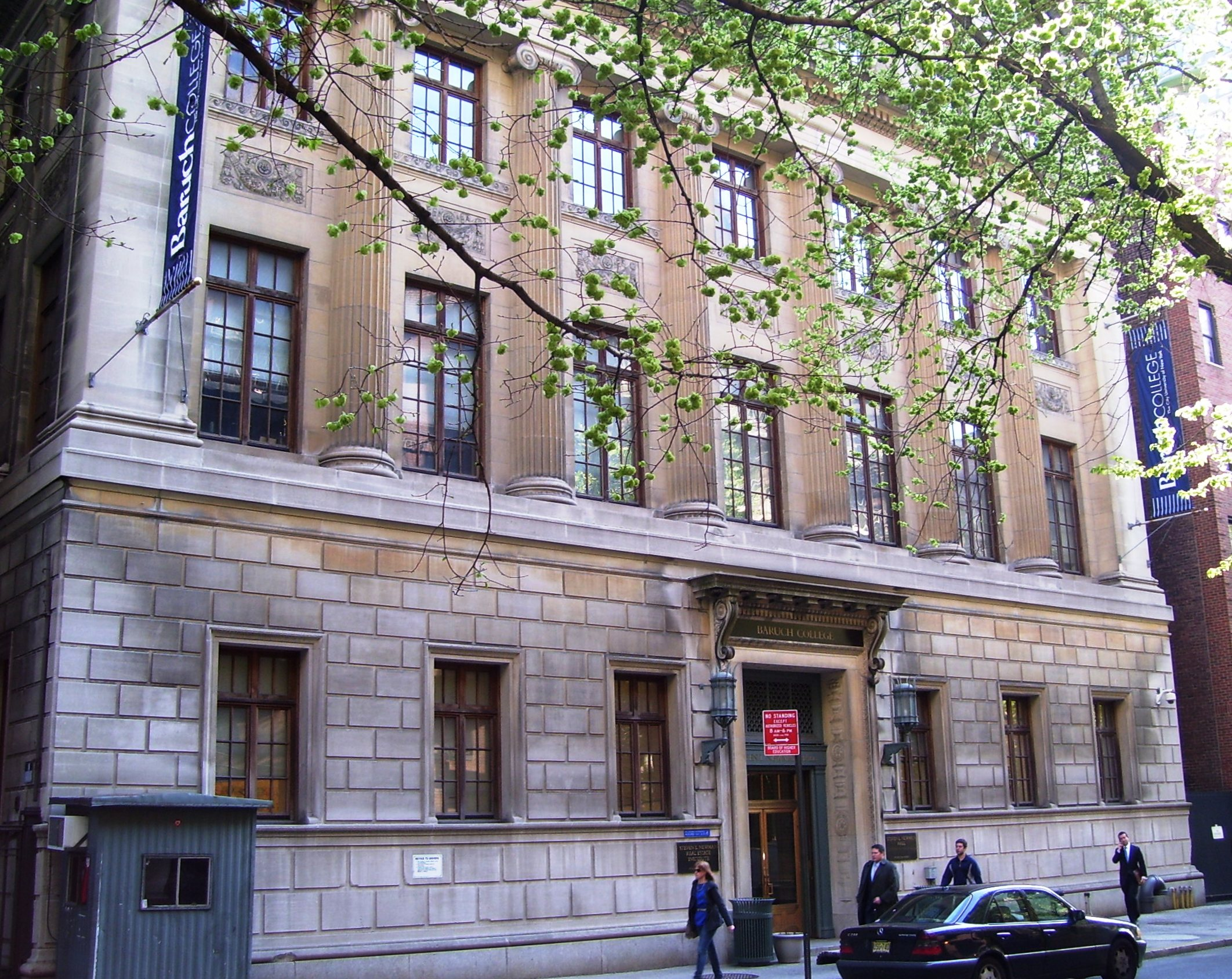
位在東22街137號的史蒂芬L.紐曼大廳，當初是為了美國的第一個兒童法庭（1912年至1916年）而建

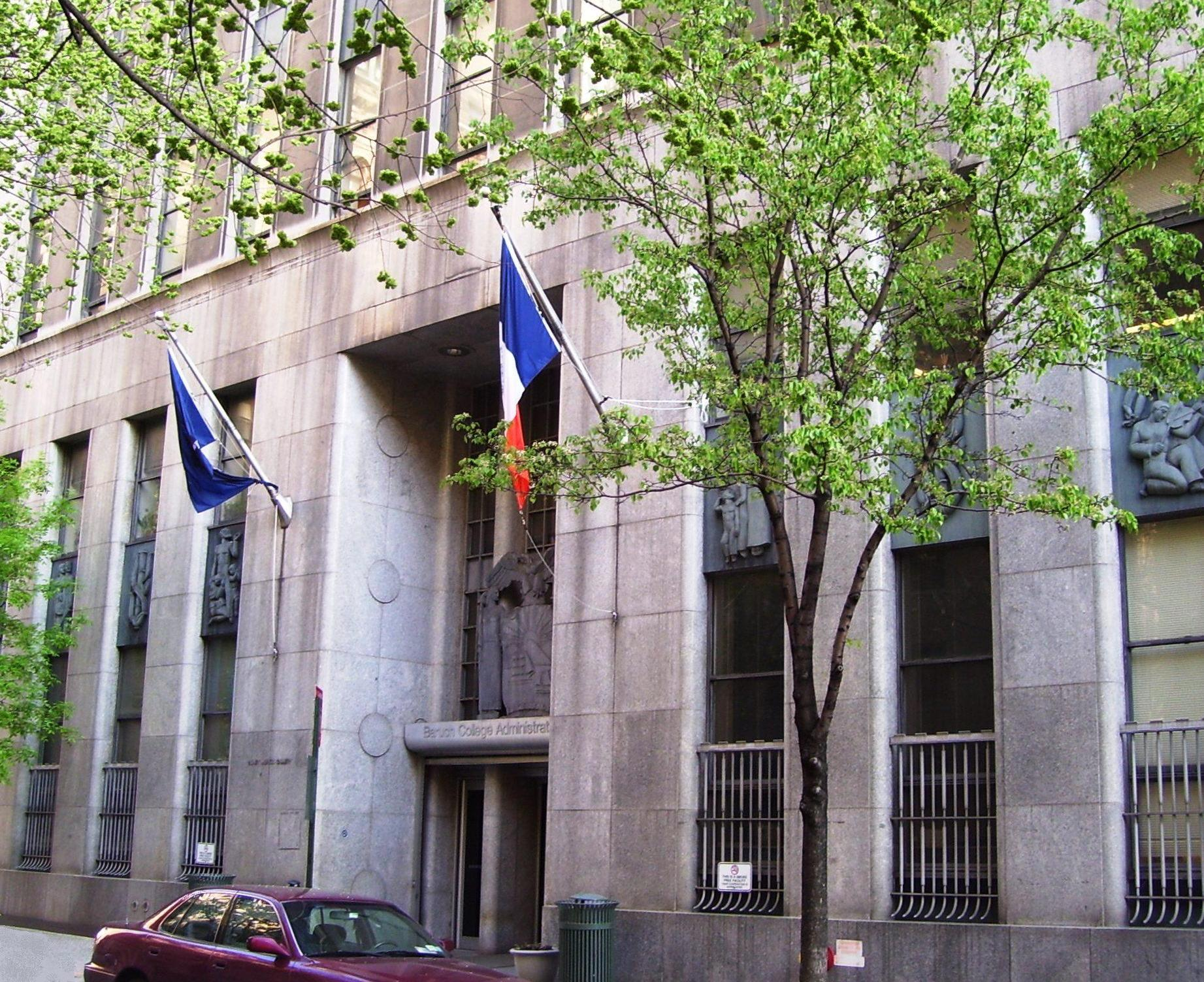
位在東22街135號的行政中心，原建於1937-1939年並作為家庭關係法院大樓，與隔壁的兒童法庭相連

紐約市立大學柏魯克學院，即柏魯克學院或譯伯魯克學院、勃魯克學院、巴魯克學院（英語：Baruch College），正式名稱伯納德·M·柏魯克學院（Bernard M. Baruch College），即是一所位於美國紐約市曼哈頓熨斗区的公立大學，也是紐約市立大學（CUNY）的學院成員。柏魯克學院下設的齊克林商學院（Zicklin School of Business），是美國最大的商學院之一，提供大學本科學士、碩士、與博士學位，此外該校還有馬克思公共及國際事務學院（Marxe School of Public and International Affairs）與魏斯曼人文與科學學院（Weissman School of Arts and Sciences）。

## 成立歷史
紐約市立大學是在1847年時，紐約州文學基金（New York State Literature Fund）有感於一般學生無法負擔當時在紐約市唯二的兩所私立大學：紐約大學與哥倫比亞大學高昂的學費而成立。文學基金也率領成立紐約市教育委員會。該委員會隨後建立了自由學院（Free Academy），該學院的主要建築直至今天仍在使用。
自由學院轉型成為紐約市立大學（College of the City of New York），並於1919年由該校的商學與土木管理學院獨立出來成立了柏魯克分校。1930年開始招收女性學生，1935年已經有4萬餘名學生，其中有1700位學生就讀於商學研究所。當時主要的學生是無法負擔私立大學學費的猶太與義大利移民。1965年時為了感謝榮譽校友伯纳德·巴鲁克捐助學校9百萬美金，遂於柏魯克分校名稱前面加上伯納德。1961年紐約州政府教育法通過紐約市立大學系統，1968年柏魯克分校成為市立大學系統資深（senior）學院之一。
由於柏魯克分校快速成長，故校園面積不斷擴充，首任校長Robert C. Weaver是前任美國住宅及都市發展部長，1971年的校長是由傑出教育家Clyde Wingfield擔任，1977年的校長是由經濟學家Joel Edwin Segall擔任。現任校長是Dr. Kathleen M. Waldron.女士。

## 校園現況
柏魯克學院原先使用自由學院的主要建築-也就是今天的Lawrence and Eris Field菲爾德大樓-作為自己的主要建築，並租用數棟大樓作為主要教室使用。在1998年將其中一棟大樓拆除，並重新於2001年建造完成為今天17樓高的紐曼垂直校園（Newman Vertical Campus），並成為學校主要大樓。該大樓所位處的街道隨後也被改名為巴納德‧柏魯克路（Bernard Baruch Way）。在垂直校園的對面，還有紐曼圖書館大樓（Newman Library），該大樓除2至5樓作為圖書館之外，其他樓層也分別作為交易實習教室、大學部電腦教室、行政單位等綜合用途的大樓。此外，還有其他4棟不同用途的大樓。
柏魯克學院目前授予23種不同的大學學位主修，以及30種不同的研究所主修。除了商學士（BBA）、文學士（BA）與理學士（BS）以外，還授予許多不同的碩士學位，包括企管碩士（MBA）、理學碩士（MS）、公共事務碩士（MPA）、教育碩士（MSEd）、文學碩士（MA）、高階經理人企管碩士（Executive MBA）、高階經理人財務碩士（Executive MS in finance）、高階經理人勞工關係碩士（Executive MSILR）、高階經理人公共事務碩士（Executive MPA）、與西奈山醫學院（Mt. Sinai School of Medicine）聯合授予的醫療管理碩士以及與布魯克林法學院（Brooklyn Law School）聯合授予的法律博士/企管碩士（JD/MBA）課程。

## 學生組成
- 柏魯克是美國最多元化的學校之一，學生來自於全球160個國家，使用110種語言。目前有15500餘位學生，其中近3000人是研究生。
- 白種人佔37%，亞洲人佔33%，拉丁美洲人佔16%，非洲人佔14%，美國原住民佔2%。
- 學生當中80%是商學院學生，16%是藝術與科學學院學生，4%是公共事務學院學生。
- 大學部學生畢業後主要受雇於（依僱用人數順序）：Citigroup、PricewaterhouseCoopers 、JPMorgan Chase、Lehman Brothers、Goldman Sachs、Ernst & Young、KPMG、Bear Stearns與Bank of America
- 研究所學生畢業後主要受雇於（依僱用人數順序）：Ernst & Young、Deloitte & Touche、HSBC、PricewaterhouseCoopers、Find/SVP、Estee Lauder、ING、KPMG、Lehman Brothers與VNU Information & Media Co.

## 學校排名
- 2008年版的美國新聞與世界報導（U.S. News & World Report）柏魯克分校整體碩士課程排名全美第35名。商學院大學部排名全美第41名，是公立大學當中的第24名。
- 2023年版的美國新聞與世界報導美國最佳研究所（U.S. News & World Report "2023-2024 Best Business Schools"）評鑑中，在最佳商學院中排名第 49 位，在職 MBA 排名中排名第 43 位（並列）。是紐約市第二名，也同時是紐約州唯一一所上榜的公立大學。
- 全美3800間大學當中，柏魯克分校在2007年被消費者文摘雜誌（Consumers Digest Magazine）評選為最有價值的100所學校。
- 柏魯克分校在美國新聞世界報導（U.S. News & World Report）美國最佳大學2007版（America's Top Colleges 2007）中被選為美東北部40所綜合性頂尖大學當中，公立學校排名第6名。
- 柏魯克商學院研究所被普林斯頓評論（The Princeton Review）在2007與2008年選為「年度最佳商學院」之一。
- 華爾街日報（Wall Street Journal）與哈瑞斯互動顧問公司（Harris Interactive）聯合進行的2006年商學院大學部調查當中，排名全美第50名。
- 創業家雜誌（Entrepreneur magazine）與普林斯頓評論（The Princeton Review）共同進行的企業家精神評鑑，於2006年評選柏魯克大學部為全美第18名。
- Kaplan與新聞週刊（Newsweek）於2006年共同進行的美國熱門大學排名中被選為全美367所最有吸引力的大學之一。
- 連續八年，被美國新聞與世界報導的美國最佳大學選為最多元化高等教育機構。（U.S. News & World Report, "America's Top Colleges 2007"）
- 在會計師報告（Public Accounting Report）2009年版中，柏魯克的大學部會計系排名第25名，會計研究所排名第20名。

## 傑出校友與教職員
- 安迪·格罗夫，Intel英特爾創辦人，1960紐約市立學院化工系學士
- 科林·鲍威尔，前美國國務卿，1958年紐約市立學院地質系學士
- 拉尔夫·劳伦，Ralph Lauren品牌創始人，美国时装设计师
- 王嘉廉，Computer Associates國聯電腦創始人，皇后學院數學系學士

### 獲得諾貝爾獎的校友
- 羅伯特·約翰·奧曼，2005年經濟獎，賽局理論，1950年紐約市立學院數學系大學部畢業生
- 朱利葉斯·阿克塞爾羅德，1970年生理醫學獎，正腎上腺素由神經末端釋出後的路徑，1933年紐約市立學院生物系大學部畢業生
- 肯尼斯·約瑟夫·阿羅，1972年經濟獎，新古典派經濟學之父，1940年紐約市立學院大學部畢業生
- 斯坦利·科恩，1986年生理醫學獎，在腫瘤細胞中發現了生長因子，1943年布魯克林學院化學與動物學大學部雙學士
- 格特魯德·B·埃利恩，1988年生理醫學獎，發展治療癌症、痛風、瘧疾和一些病毒感染的藥物，1937年亨特學院大學部畢業生
- 赫伯特·豪普特曼，1985年化學獎，發展測定分子和晶體結構的方法，1937年紐約市立學院大學部畢業生
- 羅伯特·霍夫施塔特，1961年物理獎，研究質子、中子、原子核的大小和電磁結構測量，1935年紐約市立學院大學部畢業生
- 傑爾姆·卡爾，1985年化學獎，與上一位赫伯特·豪普特曼共同得獎，1937年紐約市立學院大學部畢業生
- 季辛吉 ，1973年和平獎，紐約市立學院會計系校友，1943因進入美國陸軍服役休學
- 阿瑟·科恩伯格，1959年生理醫學獎，發現脫氧核糖核酸（DNA）結構，1937年紐約市立學院大學部畢業生
- 利昂·萊德曼，1988年物理獎，中微子相關研究，1943年紐約市立學院大學部畢業生
- 阿諾·彭齊亞斯，1978年物理獎，證明宇宙微波背景輻射，1954年紐約市立學院大學部畢業生
- 朱利安·施溫格，1965年物理獎，紐約市立學院校友後轉學至哥倫比亞大學
- 羅莎琳·薩斯曼·雅洛，1977年生理醫學獎，發展放射免疫分析，1941年亨特學院物理系大學部畢業生

### 獲得諾貝爾獎的教職員
- 哈利·馬可維茲，1990年經濟學獎，發展Markowitz Efficient Portfolio，並成為資本資產定價模型（Capital Asset Pricing Model）的基礎，得獎時擔任柏魯克分校財務系教授

## 傑出校友與教職員

### 學術界與政治界
- 龍應台 ，前臺北市文化局局長、中華民國文化部長
- 李昌鈺 ，世界著名刑事鑑定專家
- 吳靜吉 ，國立中正文化中心（兩廳院）董事長兼政治大學教育學系教授
- 黃宜侯 ，國立陽明交通大學資訊管理暨財務金融學系教授兼系主任

## 附註與參考資料
1. ↑  . （原始内容存档于2012-03-02）.
2. ↑  .   [2012-10-05]. （原始内容存档于2010-12-16）.
3. ↑  "Children's Court" （页面存档备份，存于） at Gramercy Neighborhood Associates
4. ↑  "Domestic Relations Court" （页面存档备份，存于） at Gramercy Neighborhood Associates
5. ↑  . （原始内容存档于2011-03-14）.

## 外部連結
https://usnews.com/best-graduate-schools/top-business-schools/cuny-bernard-m-baruch-college-01145 （页面存档备份，存于）
- Baruch College （页面存档备份，存于）
- Official athletics website （页面存档备份，存于）
- The Ticker newspaper web site （页面存档备份，存于）
- CUNY Bernard M. Baruch College (Zicklin) 2023-2024 Rankings （页面存档备份，存于）

40°44′25″N 73°59′00″W / 40.7402°N 73.9834°W